# Someone Like You
Someone Like You is een single van het album 21 van zangeres Adele Adkins. Dit album gaat vooral over haar levenservaring in de periode dat het uitging met haar vriend. Veel liedjes in dit album zijn dan ook net als dit nummer geschreven naar aanleiding van die breuk.
Het nummer werd als derde nummer uitgegeven in Nederland na succeshits zoals Rolling in the Deep en Set Fire to the Rain die allebei op 1 terechtkwamen in de Nederlandse Top 40 en de Nederlandse Single Top 100. In 2011 kwam het nummer vanuit het niets op nummer 6 in de Radio 2 Top 2000. Hiermee was het de hoogste nieuwe binnenkomer ooit in de lijst, totdat het nummer Roller Coaster van Danny Vera in 2019 op de vierde plek binnenkwam.

## Hitnoteringen

### Nederlandse Top 40
| Hitnotering: 07-05-2011 t/m 22-10-2011 | Hitnotering: 07-05-2011 t/m 22-10-2011 | Hitnotering: 07-05-2011 t/m 22-10-2011 | Hitnotering: 07-05-2011 t/m 22-10-2011 | Hitnotering: 07-05-2011 t/m 22-10-2011 | Hitnotering: 07-05-2011 t/m 22-10-2011 | Hitnotering: 07-05-2011 t/m 22-10-2011 | Hitnotering: 07-05-2011 t/m 22-10-2011 | Hitnotering: 07-05-2011 t/m 22-10-2011 | Hitnotering: 07-05-2011 t/m 22-10-2011 | Hitnotering: 07-05-2011 t/m 22-10-2011 | Hitnotering: 07-05-2011 t/m 22-10-2011 | Hitnotering: 07-05-2011 t/m 22-10-2011 | Hitnotering: 07-05-2011 t/m 22-10-2011 |
| Week:                                  | 1                                      | 2                                      | 3                                      | 4                                      | 5                                      | 6                                      | 7                                      | 8                                      | 9                                      | 10                                     | 11                                     | 12                                     | 13                                     |
| -------------------------------------- | -------------------------------------- | -------------------------------------- | -------------------------------------- | -------------------------------------- | -------------------------------------- | -------------------------------------- | -------------------------------------- | -------------------------------------- | -------------------------------------- | -------------------------------------- | -------------------------------------- | -------------------------------------- | -------------------------------------- |
| Positie:                               | 22                                     | 14                                     | 10                                     | 8                                      | 6                                      | 3                                      | 4                                      | 4                                      | 4                                      | 3                                      | 4                                      | 5                                      | 5                                      |
| Week:                                  | 14                                     | 15                                     | 16                                     | 17                                     | 18                                     | 19                                     | 20                                     | 21                                     | 22                                     | 23                                     | 24                                     | 25                                     |                                        |
| Positie:                               | 5                                      | 5                                      | 5                                      | 7                                      | 8                                      | 12                                     | 14                                     | 17                                     | 28                                     | 32                                     | 33                                     | 39                                     | uit                                    |

### NederlandseSingle Top 100
| Hitnotering: 30-04-2011 t/m 09-06-2012 | Hitnotering: 30-04-2011 t/m 09-06-2012 | Hitnotering: 30-04-2011 t/m 09-06-2012 | Hitnotering: 30-04-2011 t/m 09-06-2012 | Hitnotering: 30-04-2011 t/m 09-06-2012 | Hitnotering: 30-04-2011 t/m 09-06-2012 | Hitnotering: 30-04-2011 t/m 09-06-2012 | Hitnotering: 30-04-2011 t/m 09-06-2012 | Hitnotering: 30-04-2011 t/m 09-06-2012 | Hitnotering: 30-04-2011 t/m 09-06-2012 | Hitnotering: 30-04-2011 t/m 09-06-2012 | Hitnotering: 30-04-2011 t/m 09-06-2012 | Hitnotering: 30-04-2011 t/m 09-06-2012 | Hitnotering: 30-04-2011 t/m 09-06-2012 | Hitnotering: 30-04-2011 t/m 09-06-2012 | Hitnotering: 30-04-2011 t/m 09-06-2012 | Hitnotering: 30-04-2011 t/m 09-06-2012 | Hitnotering: 30-04-2011 t/m 09-06-2012 | Hitnotering: 30-04-2011 t/m 09-06-2012 | Hitnotering: 30-04-2011 t/m 09-06-2012 | Hitnotering: 30-04-2011 t/m 09-06-2012 |
| Week:                                  | 1                                      | 2                                      | 3                                      | 4                                      | 5                                      | 6                                      | 7                                      | 8                                      | 9                                      | 10                                     | 11                                     | 12                                     | 13                                     | 14                                     | 15                                     | 16                                     | 17                                     | 18                                     | 19                                     | 20                                     |
| -------------------------------------- | -------------------------------------- | -------------------------------------- | -------------------------------------- | -------------------------------------- | -------------------------------------- | -------------------------------------- | -------------------------------------- | -------------------------------------- | -------------------------------------- | -------------------------------------- | -------------------------------------- | -------------------------------------- | -------------------------------------- | -------------------------------------- | -------------------------------------- | -------------------------------------- | -------------------------------------- | -------------------------------------- | -------------------------------------- | -------------------------------------- |
| Positie:                               | 27                                     | 17                                     | 21                                     | 12                                     | 6                                      | 2                                      | 5                                      | 8                                      | 8                                      | 10                                     | 8                                      | 8                                      | 9                                      | 7                                      | 8                                      | 11                                     | 11                                     | 11                                     | 16                                     | 13                                     |
| Week:                                  | 21                                     | 22                                     | 23                                     | 24                                     | 25                                     | 26                                     | 27                                     | 28                                     | 29                                     | 30                                     | 31                                     | 32                                     | 33                                     | 34                                     | 35                                     | 36                                     | 37                                     | 38                                     | 39                                     | 40                                     |
| Positie:                               | 13                                     | 22                                     | 26                                     | 19                                     | 19                                     | 24                                     | 20                                     | 19                                     | 24                                     | 29                                     | 28                                     | 25                                     | 26                                     | 29                                     | 30                                     | 24                                     | 19                                     | 36                                     | 49                                     | 36                                     |
| Week:                                  | 41                                     | 42                                     | 43                                     | 44                                     | 45                                     | 46                                     | 47                                     | 48                                     | 49                                     | 50                                     | 51                                     | 52                                     | 53                                     | 54                                     | 55                                     | 56                                     | 57                                     | 58                                     | 59                                     |                                        |
| Positie:                               | 35                                     | 45                                     | 17                                     | 26                                     | 32                                     | 36                                     | 48                                     | 63                                     | 56                                     | 52                                     | 48                                     | 54                                     | 52                                     | 60                                     | 64                                     | 62                                     | 78                                     | 90                                     | 80                                     | uit                                    |

### VlaamseUltratop 50
| Hitnotering: (Week 1 t/m 3) 16-04-2011 t/m 30-04-2011 Hitnotering: (Week 4 t/m 7) 04-06-2011 t/m 25-06-2011 Hitnotering: (Week 8 t/m 43) 06-08-2011 t/m 07-04-2012 Hitnotering: (Week 44) 21-04-2012 Hitnotering: (Week 45) 12-01-2013 | Hitnotering: (Week 1 t/m 3) 16-04-2011 t/m 30-04-2011 Hitnotering: (Week 4 t/m 7) 04-06-2011 t/m 25-06-2011 Hitnotering: (Week 8 t/m 43) 06-08-2011 t/m 07-04-2012 Hitnotering: (Week 44) 21-04-2012 Hitnotering: (Week 45) 12-01-2013 | Hitnotering: (Week 1 t/m 3) 16-04-2011 t/m 30-04-2011 Hitnotering: (Week 4 t/m 7) 04-06-2011 t/m 25-06-2011 Hitnotering: (Week 8 t/m 43) 06-08-2011 t/m 07-04-2012 Hitnotering: (Week 44) 21-04-2012 Hitnotering: (Week 45) 12-01-2013 | Hitnotering: (Week 1 t/m 3) 16-04-2011 t/m 30-04-2011 Hitnotering: (Week 4 t/m 7) 04-06-2011 t/m 25-06-2011 Hitnotering: (Week 8 t/m 43) 06-08-2011 t/m 07-04-2012 Hitnotering: (Week 44) 21-04-2012 Hitnotering: (Week 45) 12-01-2013 | Hitnotering: (Week 1 t/m 3) 16-04-2011 t/m 30-04-2011 Hitnotering: (Week 4 t/m 7) 04-06-2011 t/m 25-06-2011 Hitnotering: (Week 8 t/m 43) 06-08-2011 t/m 07-04-2012 Hitnotering: (Week 44) 21-04-2012 Hitnotering: (Week 45) 12-01-2013 | Hitnotering: (Week 1 t/m 3) 16-04-2011 t/m 30-04-2011 Hitnotering: (Week 4 t/m 7) 04-06-2011 t/m 25-06-2011 Hitnotering: (Week 8 t/m 43) 06-08-2011 t/m 07-04-2012 Hitnotering: (Week 44) 21-04-2012 Hitnotering: (Week 45) 12-01-2013 | Hitnotering: (Week 1 t/m 3) 16-04-2011 t/m 30-04-2011 Hitnotering: (Week 4 t/m 7) 04-06-2011 t/m 25-06-2011 Hitnotering: (Week 8 t/m 43) 06-08-2011 t/m 07-04-2012 Hitnotering: (Week 44) 21-04-2012 Hitnotering: (Week 45) 12-01-2013 | Hitnotering: (Week 1 t/m 3) 16-04-2011 t/m 30-04-2011 Hitnotering: (Week 4 t/m 7) 04-06-2011 t/m 25-06-2011 Hitnotering: (Week 8 t/m 43) 06-08-2011 t/m 07-04-2012 Hitnotering: (Week 44) 21-04-2012 Hitnotering: (Week 45) 12-01-2013 | Hitnotering: (Week 1 t/m 3) 16-04-2011 t/m 30-04-2011 Hitnotering: (Week 4 t/m 7) 04-06-2011 t/m 25-06-2011 Hitnotering: (Week 8 t/m 43) 06-08-2011 t/m 07-04-2012 Hitnotering: (Week 44) 21-04-2012 Hitnotering: (Week 45) 12-01-2013 | Hitnotering: (Week 1 t/m 3) 16-04-2011 t/m 30-04-2011 Hitnotering: (Week 4 t/m 7) 04-06-2011 t/m 25-06-2011 Hitnotering: (Week 8 t/m 43) 06-08-2011 t/m 07-04-2012 Hitnotering: (Week 44) 21-04-2012 Hitnotering: (Week 45) 12-01-2013 | Hitnotering: (Week 1 t/m 3) 16-04-2011 t/m 30-04-2011 Hitnotering: (Week 4 t/m 7) 04-06-2011 t/m 25-06-2011 Hitnotering: (Week 8 t/m 43) 06-08-2011 t/m 07-04-2012 Hitnotering: (Week 44) 21-04-2012 Hitnotering: (Week 45) 12-01-2013 | Hitnotering: (Week 1 t/m 3) 16-04-2011 t/m 30-04-2011 Hitnotering: (Week 4 t/m 7) 04-06-2011 t/m 25-06-2011 Hitnotering: (Week 8 t/m 43) 06-08-2011 t/m 07-04-2012 Hitnotering: (Week 44) 21-04-2012 Hitnotering: (Week 45) 12-01-2013 | Hitnotering: (Week 1 t/m 3) 16-04-2011 t/m 30-04-2011 Hitnotering: (Week 4 t/m 7) 04-06-2011 t/m 25-06-2011 Hitnotering: (Week 8 t/m 43) 06-08-2011 t/m 07-04-2012 Hitnotering: (Week 44) 21-04-2012 Hitnotering: (Week 45) 12-01-2013 | Hitnotering: (Week 1 t/m 3) 16-04-2011 t/m 30-04-2011 Hitnotering: (Week 4 t/m 7) 04-06-2011 t/m 25-06-2011 Hitnotering: (Week 8 t/m 43) 06-08-2011 t/m 07-04-2012 Hitnotering: (Week 44) 21-04-2012 Hitnotering: (Week 45) 12-01-2013 | Hitnotering: (Week 1 t/m 3) 16-04-2011 t/m 30-04-2011 Hitnotering: (Week 4 t/m 7) 04-06-2011 t/m 25-06-2011 Hitnotering: (Week 8 t/m 43) 06-08-2011 t/m 07-04-2012 Hitnotering: (Week 44) 21-04-2012 Hitnotering: (Week 45) 12-01-2013 | Hitnotering: (Week 1 t/m 3) 16-04-2011 t/m 30-04-2011 Hitnotering: (Week 4 t/m 7) 04-06-2011 t/m 25-06-2011 Hitnotering: (Week 8 t/m 43) 06-08-2011 t/m 07-04-2012 Hitnotering: (Week 44) 21-04-2012 Hitnotering: (Week 45) 12-01-2013 | Hitnotering: (Week 1 t/m 3) 16-04-2011 t/m 30-04-2011 Hitnotering: (Week 4 t/m 7) 04-06-2011 t/m 25-06-2011 Hitnotering: (Week 8 t/m 43) 06-08-2011 t/m 07-04-2012 Hitnotering: (Week 44) 21-04-2012 Hitnotering: (Week 45) 12-01-2013 |
| Week: | 1 | 2 | 3 | | 4 | 5 | 6 | 7 | | 8 | 9 | 10 | 11 | 12 | 13 | 14 |
| --- | --- | --- | --- | --- | --- | --- | --- | --- | --- | --- | --- | --- | --- | --- | --- | --- |
| Positie: | 33 | 45 | 49 | uit | 49 | 45 | 47 | 43 | uit | 29 | 18 | 9 | 3 | 2 | 2 | 2 |
| Week: | 15 | 16 | 17 | 18 | 19 | 20 | 21 | 22 | 23 | 24 | 25 | 26 | 27 | 28 | 29 | 30 |
| Positie: | 2 | 2 | 2 | 2 | 2 | 6 | 6 | 8 | 7 | 7 | 7 | 8 | 9 | 9 | 11 | 10 |
| Week: | 31 | 32 | 33 | 34 | 35 | 36 | 37 | 38 | 39 | 40 | 41 | 42 | 43 | | 44 | |
| Positie: | 8 | 9 | 13 | 13 | 18 | 25 | 13 | 20 | 33 | 46 | 38 | 44 | 48 | uit | 50 | uit |
| Week: | 45 | | | | | | | | | | | | | | | |
| Positie: | 22 | uit | | | | | | | | | | | | | | |

### VlaamseRadio 2 Top 30
| Hitnotering: 06-08-2011 t/m 31-03-2012 | Hitnotering: 06-08-2011 t/m 31-03-2012 | Hitnotering: 06-08-2011 t/m 31-03-2012 | Hitnotering: 06-08-2011 t/m 31-03-2012 | Hitnotering: 06-08-2011 t/m 31-03-2012 | Hitnotering: 06-08-2011 t/m 31-03-2012 | Hitnotering: 06-08-2011 t/m 31-03-2012 | Hitnotering: 06-08-2011 t/m 31-03-2012 | Hitnotering: 06-08-2011 t/m 31-03-2012 | Hitnotering: 06-08-2011 t/m 31-03-2012 | Hitnotering: 06-08-2011 t/m 31-03-2012 | Hitnotering: 06-08-2011 t/m 31-03-2012 | Hitnotering: 06-08-2011 t/m 31-03-2012 | Hitnotering: 06-08-2011 t/m 31-03-2012 | Hitnotering: 06-08-2011 t/m 31-03-2012 | Hitnotering: 06-08-2011 t/m 31-03-2012 | Hitnotering: 06-08-2011 t/m 31-03-2012 | Hitnotering: 06-08-2011 t/m 31-03-2012 | Hitnotering: 06-08-2011 t/m 31-03-2012 |
| Week:                                  | 1                                      | 2                                      | 3                                      | 4                                      | 5                                      | 6                                      | 7                                      | 8                                      | 9                                      | 10                                     | 11                                     | 12                                     | 13                                     | 14                                     | 15                                     | 16                                     | 17                                     | 18                                     |
| -------------------------------------- | -------------------------------------- | -------------------------------------- | -------------------------------------- | -------------------------------------- | -------------------------------------- | -------------------------------------- | -------------------------------------- | -------------------------------------- | -------------------------------------- | -------------------------------------- | -------------------------------------- | -------------------------------------- | -------------------------------------- | -------------------------------------- | -------------------------------------- | -------------------------------------- | -------------------------------------- | -------------------------------------- |
| Positie:                               | 24                                     | 23                                     | 16                                     | 6                                      | 4                                      | 2                                      | 2                                      | 2                                      | 2                                      | 2                                      | 2                                      | 2                                      | 2                                      | 2                                      | 2                                      | 2                                      | 1                                      | 1                                      |
| Week:                                  | 19                                     | 20                                     | 21                                     | 22                                     | 23                                     | 24                                     | 25                                     | 26                                     | 27                                     | 28                                     | 29                                     | 30                                     | 31                                     | 32                                     | 33                                     | 34                                     | 35                                     |                                        |
| Positie:                               | 1                                      | 2                                      | 3                                      | 3                                      | 3                                      | 3                                      | 4                                      | 5                                      | 7                                      | 8                                      | 9                                      | 16                                     | 17                                     | 20                                     | 25                                     | 29                                     | 30                                     | uit                                    |

### Evergreen Top 1000
| Evergreen Top 1000 "Someone Like You" | Evergreen Top 1000 "Someone Like You" | Evergreen Top 1000 "Someone Like You" | Evergreen Top 1000 "Someone Like You" | Evergreen Top 1000 "Someone Like You" | Evergreen Top 1000 "Someone Like You" | Evergreen Top 1000 "Someone Like You" | Evergreen Top 1000 "Someone Like You" | Evergreen Top 1000 "Someone Like You" | Evergreen Top 1000 "Someone Like You" | Evergreen Top 1000 "Someone Like You" | Evergreen Top 1000 "Someone Like You" |
| Jaar                                  | 2008                                  | 2009                                  | 2010                                  | 2011                                  | 2012                                  | 2013                                  | 2014                                  | 2015                                  | 2016                                  | 2017                                  | 2018                                  |
| ------------------------------------- | ------------------------------------- | ------------------------------------- | ------------------------------------- | ------------------------------------- | ------------------------------------- | ------------------------------------- | ------------------------------------- | ------------------------------------- | ------------------------------------- | ------------------------------------- | ------------------------------------- |
| Positie                               | -                                     | -                                     | -                                     | -                                     | -                                     | -                                     | -                                     | -                                     | -                                     | 595                                   | 497                                   |

### NPO Radio 2 Top 2000
| Nummer met noteringen in de NPO Radio 2 Top 2000 | '11 | '12 | '13 | '14 | '15 | '16 | '17 | '18 | '19 | '20 | '21 | '22 | '23 | '24 |
| ------------------------------------------------ | --- | --- | --- | --- | --- | --- | --- | --- | --- | --- | --- | --- | --- | --- |
| Someone Like You                                 | 6   | 8   | 25  | 35  | 18  | 47  | 89  | 97  | 126 | 147 | 124 | 209 | 185 | 175 |

1. ↑  Een vetgedrukt getal geeft de hoogste notering aan.
2. ↑  2011 was het eerste jaar met een notering voor dit nummer.

### MNM Top 1000
| "Someone Like You" | "Someone Like You" | "Someone Like You" | "Someone Like You" | "Someone Like You" | "Someone Like You" | "Someone Like You" | "Someone Like You" |
| Jaar               | 2011               | 2012               | 2013               | 2014               | 2015               | 2016               | 2017               |
| ------------------ | ------------------ | ------------------ | ------------------ | ------------------ | ------------------ | ------------------ | ------------------ |
| Positie            | 3                  | 1                  | 1                  | 1                  | 1                  | 1                  | 2                  |